# Kurniawan Dwi Yulianto
Kurniawan Dwi Yulianto (Magelang, 13 luglio 1976) è un allenatore di calcio ed ex calciatore indonesiano, di ruolo attaccante.

## Carriera
Nel 1993 andò in prova alla primavera della Sampdoria per una stagione grazie ad una collaborazione tra la società genovese e la federazione indonesiana della durata di tre anni, nel cui periodo arrivarono anche altre promesse del calcio indonesiano quali Kurnia Sandy, Bima Sakti e Anang Ma'ruf.
La stagione successiva trovò posto in Svizzera nel Lucerna, dove riuscì a mettersi in luce segnando anche in Intertoto.
La stagione successiva fu caratterizzata da infortuni e nuove regole sulla presenza di calciatori extracomunitari nel campionato svizzero,  così nel 1996 iniziò la sua carriera da professionista nella sua nazione, l'Indonesia.
In patria si confermò il giocatore con il maggior numero di presenze in Nazionale ed il miglior realizzatore indonesiano di sempre.
Ha vinto due campionati indonesiani ed è sempre stato in lotta con l'altro bomber Bambang Pamungkas per la classifica cannonieri.
Venne anche espulso dalla Nazionale per problemi legati all'utilizzo di droga, ma la federazione lo riammise e nelle Tiger Cup del 2000, 2002 e 2004 trascinò la Nazionale a tre finali, tutte e tre perse.
Con gli altri membri della generazione indonesiana mancò per poco la qualificazione ai Giochi olimpici del 1996.

## Palmarès

### Club

#### Competizioni nazionali
- Campionato indonesiano: 1

Persebaya Surabaya: 2004